# Tullia Zevi

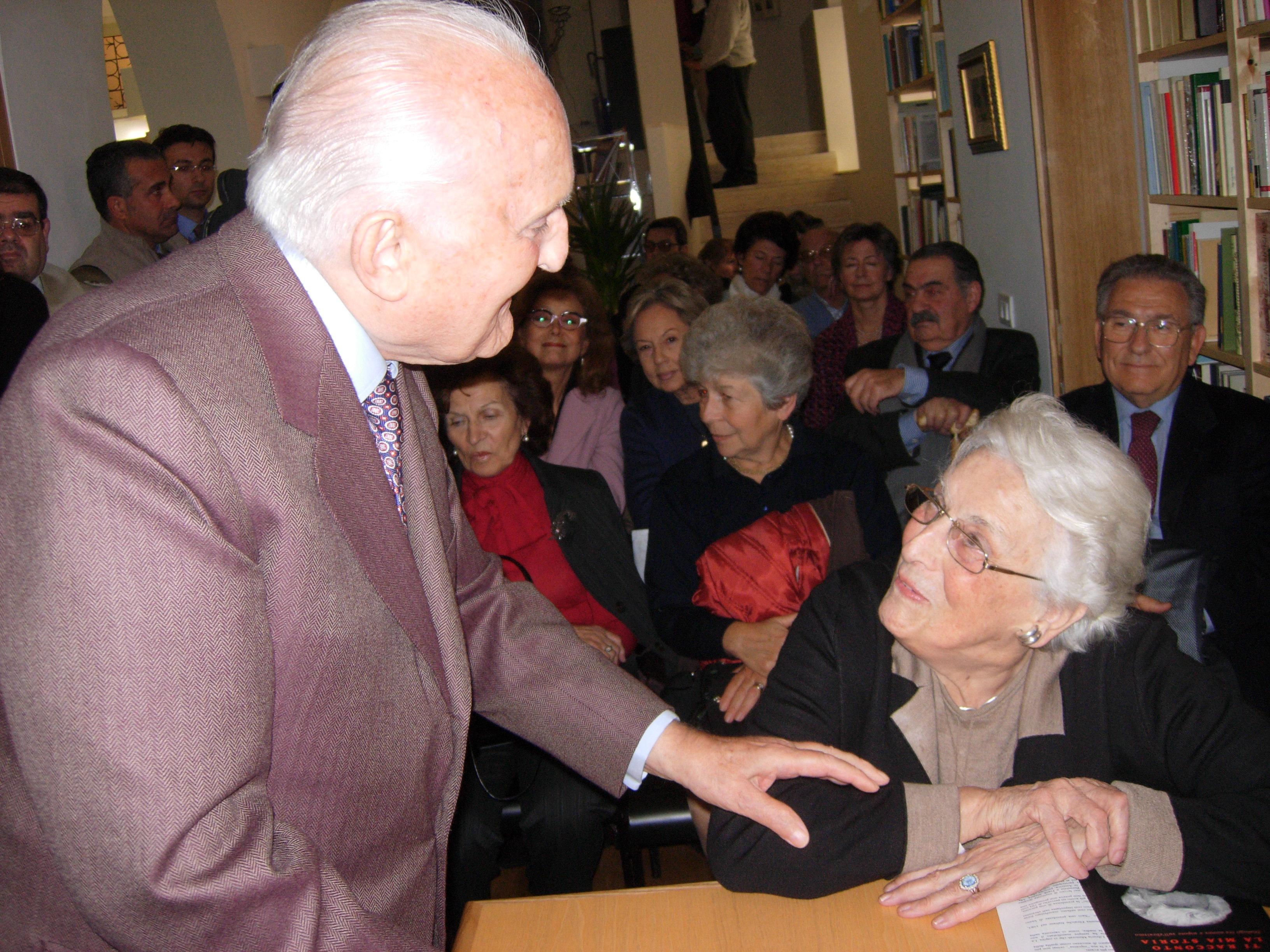
Tullia Zevi und Oscar Luigi Scalfaro im Jahr 2007

Tullia Calabi Zevi (geboren am 2. Februar 1919 in Mailand; gestorben am 22. Januar 2011 in Rom) war eine italienische Journalistin. Von 1983 bis 1998 bekleidete sie das Amt der Präsidentin der Unione delle comunità ebraiche italiane (UCEI, der Union der jüdischen Gemeinden Italiens).

## Leben
Tullia Zevi stammte aus einer bürgerlichen jüdischen Familie sephardischer Herkunft. Ihr Vater, Giuseppe Calabi, war ein bekannter Anwalt, erklärter Antifaschist und Freimaurer. Er gehörte zum Freundeskreis Arturo Toscaninis. Tullia Zevi hatte drei Geschwister, darunter den Mathematiker Eugenio Calabi.
Sie studierte Philosophie an der Universität Mailand und besuchte das Konservatorium. Als 1938 in Italien die faschistische, antijüdische Gesetzgebung eingeführt wurde, befand sich Zevi mit ihrer Familie im Sommerurlaub in der Schweiz.
Infolge der neuen politischen Lage zogen sie zunächst nach Genf, später nach Paris, wo Zevi ihr Studium an der Sorbonne fortsetzte. Im Sommer 1939 emigrierte die Familie an Bord der Île de France von Le Havre aus in die Vereinigten Staaten. Zevi setzte ihr Studium an der Juilliard School und dem Radcliffe College fort und spielte gleichzeitig, wie zuvor schon in Paris, in diversen Orchestern Harfe, um ihren Lebensunterhalt zu verdienen. In jener Zeit lernte sie Leonard Bernstein und Frank Sinatra kennen.
In New York hielt sie sich in antifaschistischen Kreisen auf und begann ihre Laufbahn als Journalistin, z. B. bei den Quaderni di giustizia e libertà sowie dem Italy against Fascism. Im Programm der National Broadcasting Company machte sie Radiosendungen, die für italienische Partisanen bestimmt waren. Sie übernahm im Rahmen der Mazzini Society auch politische Aufklärungsarbeit. In den USA lernte sie Bruno Zevi kennen. Sie heirateten am 26. Dezember 1940 in New York. Nach Kriegsende, im Juli 1946, kehrte sie in Begleitung von Amelia Pincherle mit einem der ersten Schiffe, die auch für Zivilisten freigegeben waren, nach Italien zurück. Ihr Mann war bereits dort. Gemeinsam mit Aldo Garosci und Alberto Tarchiani ging er 1943 nach Italien zurück, um sich den Partisanen anzuschließen.
Ihre Rückkehr begründete sie mit dem Gefühl als Überlebende dies schuldig zu sein und dem Bedürfnis ein demokratisches Italien aufzubauen. In Italien angekommen, begann sie sich um den Wiederaufbau der jüdischen Gemeinden zu kümmern. Sie wurde Mitglied des Partito d’Azione. Nach dessen Auflösung 1946 interessierte sie sich für den Partito Repubblicano und schrieb für La Voce Repubblicana.
Sie arbeitete auch für andere italienische Zeitungen und wurde als Korrespondentin zu den Nürnberger Prozessen gesandt.
Mehr als dreißig Jahre lang – von 1960 bis 1993 – arbeitete sie als Korrespondentin für die israelische Zeitung Maariw. Im Rahmen dieser Tätigkeit berichtete sie auch über den Eichmann-Prozess in Jerusalem. Außerdem arbeitete sie für die Londoner Wochenzeitung The Jewish Chronicle.
Ab 1978 war sie Vizepräsidentin der UCEI, der Union der jüdischen Gemeinden Italiens. Fünf Jahre später wurde sie Präsidentin der Union, ein Amt, das somit erstmals eine Frau innehatte und das sie bis 1998 ausübte. In dieser Funktion unterschrieb sie auch 1987 den Vertrag, der das Verhältnis zwischen dem italienischen Staat und der UCEI festlegte.
1992 verlieh ihr der damalige italienische Staatspräsident, Oscar Luigi Scalfaro, das Großkreuz des Verdienstordens der Italienischen Republik.
1998 wurde sie zum Mitglied der Kommission für Interkulturalität des Bildungsministeriums und zum Mitglied der italienischen Kommission der UNESCO gewählt. Im selben Jahr wurde sie auch Mitglied der nationalen Bioethik-Kommission (Commissione nazionale per la bioetica), der sie bis 2006 angehörte.
2007 veröffentlichte sie unter dem Titel “Ti racconto la mia storia. Dialogo tra nonna e nipote sull’ebraismo” (Ich erzähle dir meine Geschichte. Dialog zwischen Großmutter und Enkel über das Judentum) ihre Biografie, die sie gemeinsam mit ihrer Enkelin Nathania Zevi verfasst hatte.
Sie wurde am 24. Januar 2011 auf dem jüdischen Teil des Campo di Verano neben ihrem Mann beigesetzt.